# رايلي جينز
رايلي جينز (ولدت في 21 أبريل 2000) المعروفة أيضًا باسم رايلي جينز باركر، هي سبّاحة أمريكية سابقة من جالاتين، تينيسي، التي شاركت في فريق سباحة جامعة كنتاكي في الولايات المتحدة. كانت منتخبة كأفضل رياضية للعام في منافسات السباحة والغطس للسيدات في جامعة جنوب شرق الولايات المتحدة لعام 2022.

## نشأتها
كان والدي رايلي جينز نشيطين أيضًا في مجال الرياضة. والدها، براد جينز، لعب كرة القدم في جامعة فاندربيلت، وأمها، تيليشا جينز، لعبت الكرة اللينة. درست جينز في مدرسة Station Camp High School في جالاتين، تينيسي. وفي الصف الثالث الثانوي، فازت بسباق 100 متر فراشة وسباق 100 متر حرة في نوكسفيل في عام 2017.